# 대전남선중학교
대전남선중학교(大田南仙中學校)는 대한민국 대전광역시 서구 월평동에 있는 공립 중학교이다.

## 학교 연혁
- 1993년 7월 8일 : 대전남선중학교 설립인가(24학급)
- 1994년 3월 5일 : 대전남선중학교 개교
- 2023년 3월 1일 : 제12대 홍상욱 교장 취임
- 2024년 1월 5일 : 제29회 졸업식(56명 졸업, 졸업생 총수 8,213명)
- 2024년 3월 4일 : 2024학년도 입학식 (76명 입학)

## 참고 자료
- 대전남선중학교 - 한국교육학술정보원 학교알리미